# Eleição municipal de Cariacica em 1996
A eleição municipal da cidade brasileira de Cariacica em 1996 ocorreu em 3 de outubro do mesmo ano. O então prefeito era Aloizio Santos do PDT que terminaria o mandato em 1 de janeiro de 1997. O prefeito eleito foi Cabo Camata do PSD.

## Resultado da eleição para prefeito

### Primeiro turno
| Candidatos a prefeito                 | Número | Votação | Percentual |
| ------------------------------------- | ------ | ------- | ---------- |
| Cabo Camata PSD                       | 41     | 54.278  | 39,44%     |
| Antario Alexandre Theodoro Filho PSDB | 45     | 46.321  | 33,66%     |
| Maria Teresa Colli Rosindo PDT        | 12     | 25.427  | 18,48%     |
| José Alves Neto PT                    | 13     | 10.795  | 7,84%      |
| Carlito Fernandes Paula PL            | 22     | 806     | 0,58%      |